# Centaurea grbavacensis
Centaurea grbavacensis là một loài thực vật có hoa trong họ Cúc. Loài này được (Rohlena) Stoj. & Acht. mô tả khoa học đầu tiên năm 1935.